# Imagine (Ariana Grande)
Imagine è un brano musicale della cantante statunitense Ariana Grande, pubblicato il 14 dicembre 2018 come primo e unico singolo promozionale estratto dal quinto album in studio Thank U, Next.

## Descrizione
Il brano è stato scritto dalla stessa interprete in collaborazione con Priscilla Renea, Andrew Wansel, Nathan Perez e Jameel Roberts (conosciuto come Jproof) ed è stato prodotto da questi ultimi tre.

## Pubblicazione
L'11 dicembre 2018 la cantante ha annunciato l'imminente pubblicazione di un nuovo singolo in una storia sul suo profilo Instagram; ha confermato il titolo poche ore dopo su Twitter, scrivendo il titolo del brano in lingua cinese. Imagine è stato pubblicato sulle piattaforme digitali e di streaming senza entrare in rotazione radiofonica.

## Tracce
Testi e musiche di Ariana Grande, Andrew Wansel, Nathan Perez, Priscilla Renea e Jameel Roberts.
1. Imagine – 3:32

## Formazione
Musicisti
- Ariana Grande – voce
- Pop Wansel – programmazione, tastiera
- Happy Perez – programmazione, tastiera

Produzione
- Pop Wansel – produzione
- Happy Perez – produzione
- Ariana Grande – produzione parti vocali
- Joe Gallagher – ingegneria del suono
- Brenadan Morawski – ingegneria del suono
- Sean Kline – assistenza tecnica
- Andrew "Schwifty" Luftman – coordinazione alla produzione
- Zvi "Angry Beard Man" Edelman – coordinazione alla produzione
- Sarah "Goodie Bag" Shelton – coordinazione alla produzione
- Șerban Ghenea – missaggio
- John Hanes – assistenza al missaggio
- Randy Merrill – mastering

## Classifiche
| Classifica (2018) | Posizione massima |
| ----------------- | ----------------- |
| Australia         | 15                |
| Belgio (Fiandre)  | 60                |
| Belgio (Vallonia) | 69                |
| Canada            | 17                |
| Estonia           | 23                |
| Francia           | 110               |
| Germania          | 60                |
| Grecia            | 5                 |
| Irlanda           | 4                 |
| Italia            | 64                |
| Lituania          | 9                 |
| Malaysia          | 10                |
| Nuova Zelanda     | 16                |
| Paesi Bassi       | 32                |
| Portogallo        | 19                |
| Regno Unito       | 8                 |
| Repubblica Ceca   | 35                |
| Singapore         | 10                |
| Slovacchia        | 8                 |
| Spagna            | 80                |
| Stati Uniti       | 21                |
| Svezia            | 51                |
| Svizzera          | 35                |
| Ungheria          | 18                |